# رشيد عمران
رشيد عمران هو لاعب كرة قدم جزائري سابق، ولد في 15 مارس 1974 بمستغانم (الجزائر).
بدأ مشواره الكروي مع مولودية وهران (ك ق) قبل أن ينتقل إلى نادي الغرافة القطري سنة 2004، نادي القادسية الكويتي 2011 و نادي وفاق سطيف سنة 2004.

## وصلات خارجية
- رشيد عمران على موقع قاعدة بيانات كرة القدم.إي يو (الإنجليزية)
- رشيد عمران على موقع ناشيونال فوتبول تيمز (الإنجليزية)